# Villa Bonanno
Villa Bonanno è un giardino pubblico di Palermo, nel quartiere Palazzo Reale.

## Storia
Nel 1905 con la sistemazione di piazza Vittoria  viene progettata da Giuseppe Damiani Almeyda villa Bonanno, una villa intitolata al sindaco di Palermo Pietro Bonanno che volle realizzata quest'opera che riqualificò il piano antistante il palazzo dei Normanni. È stata interessata da lavori di riqualificazione che si sono conclusi alla fine del 2013. L'intervento è rientrato tra quelli finanziati dall'Unione Europea con una somma totale di circa 8 milioni di euro per il restauro di tre piazze del centro storico di Palermo: piazza Bologni, piazza Marina e piazza della Vittoria.

## Architettura

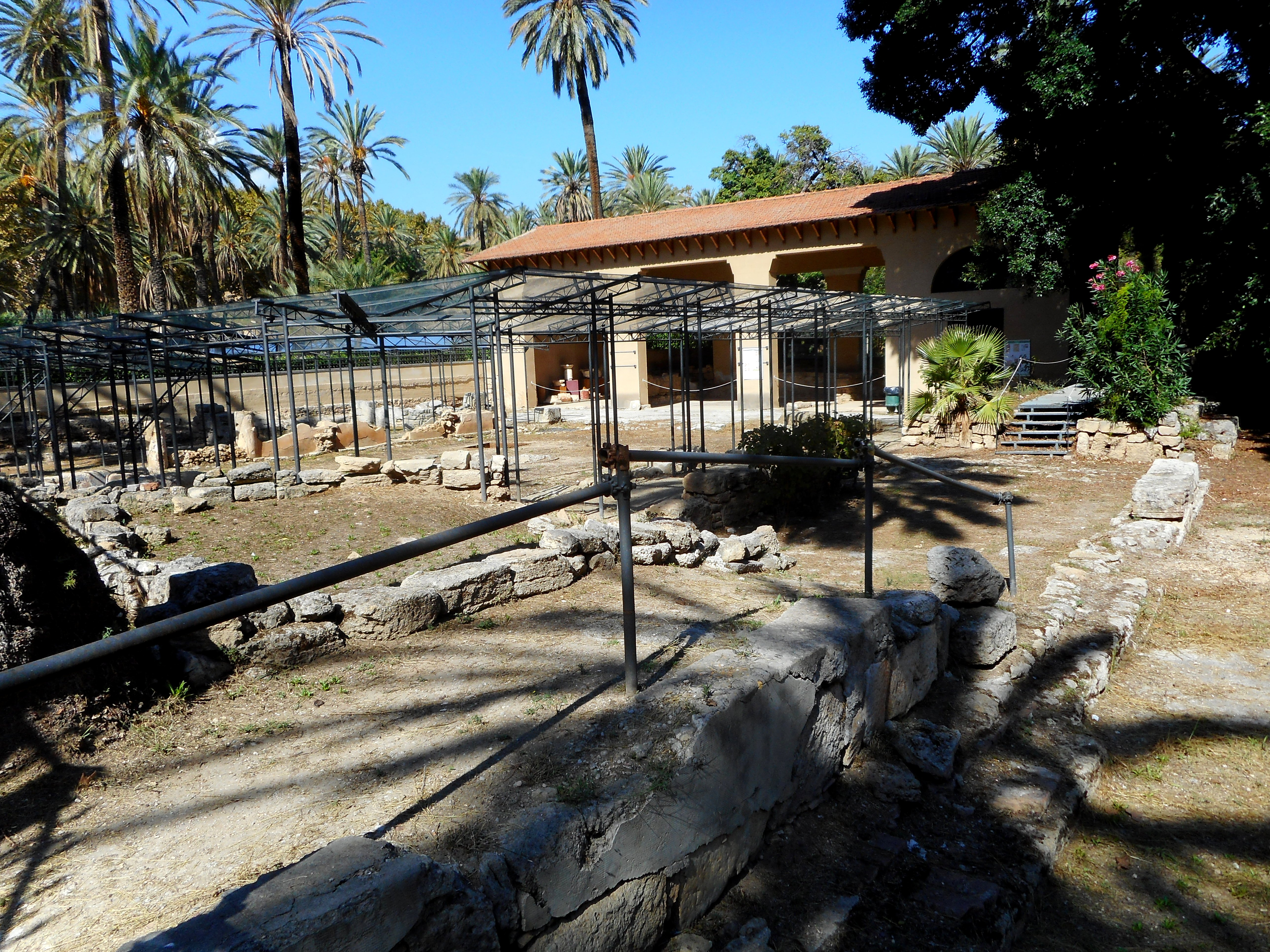
Case romane a Villa Bonanno

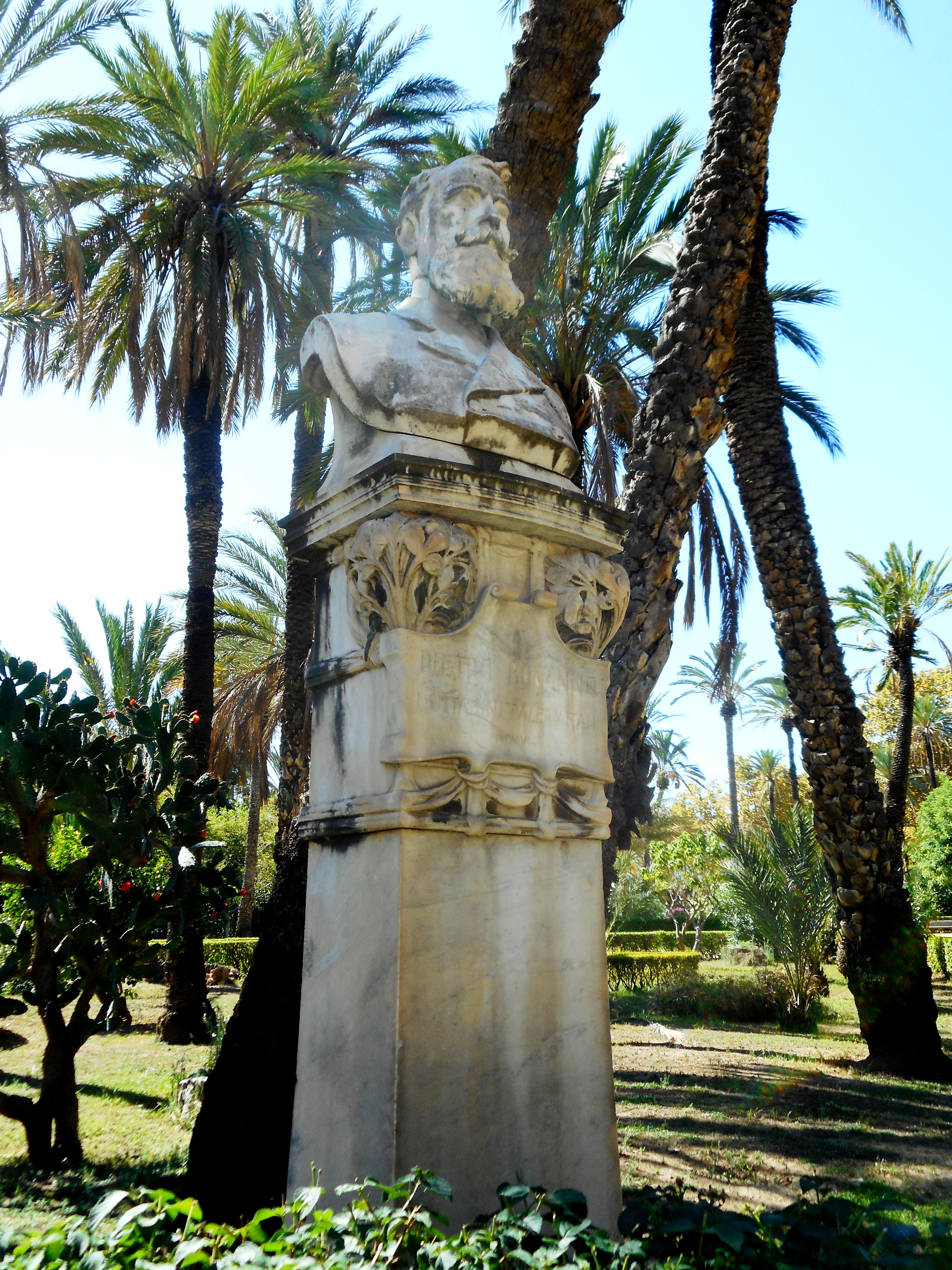
Busto del sindaco Pietro Bonanno

La villa è principalmente caratterizzata dalle sue rigogliose palme e da alcuni elementi di notevole interesse: "La casa del custode" progettata da Almeyda e i resti di due case patrizie romane che furono riportate alla luce nel XIX secolo. Alcuni mosaici di queste ville sono oggi custoditi nel Museo archeologico regionale Antonino Salinas.

## Sculture
Il giardino accoglie il monumento dedicato a Filippo V, realizzato da Nunzio Morello nel 1856, ma progettato nel 1661 da Carlo D'Aprile con la collaborazione dei Serpotta.
Inoltre i viali sono punteggiati dai monumenti eretti in memoria di diverse personalità palermitane:
 
- il busto del sindaco Pietro Bonanno (opera di Domenico Costantino con il basamento disegnato da Ernesto Basile); 

- il busto del pittore Salvatore Lo Forte (opera di Francesco Cocchiara);

- il monumento al tenente Giuseppe Mancino (opera di Pasquale Civiletti);
 
- il monumento a Gaetano Bucceri (opera di Mario Rutelli);

- il busto di Ignazio Rotolo (opera di Francesco Sorgi);
- il monumento al Generale Carlo Alberto dalla Chiesa.